# Frigérid
Frigérid (en latin Frigeridus) est un général romain de la fin du IVe siècle, d'origine germanique. 

## Biographie
Sous le règne de Valentinien Ier, Frigeridus est nommé commandant militaire de Pannonie (dux Pannoniae).
Après la bataille de Marcianopolis à l'hiver 376-377, il reçoit l'ordre de l'empereur Gratien avec le comte des domestiques Richomer de diriger ses forces de Pannonie en Thrace pour repousser les Goths. Parvenu le premier en Thrace à la fin de l'été 377, Frigérid joint ses forces à celle de l'Empire romain d'Orient, commandées par les généraux Trajan et Profuturus. Neutralisé par une attaque de goutte, il ne commande pas ses propres troupes à la bataille des Saules au début du mois de septembre. Son absence lui vaut d'être accusé de lâcheté.
Après la défaite romaine de Dibaltum, les Goths et les Taïfales sous le commandement de Farnobius prévoient d'attaquer la position fortifiée de Frigeridus à Beroia. Apprenant les plans ennemis, Frigeridus se retire vers l'Illyrie, avant de revenir et de vaincre les forces de Farnobius, en le tuant au cours de la bataille de Beroia,. Lors de la bataille, il utilise la formation en cunei pour ses légions. Il vainc à nouveau les Taïfales en 380. Les survivants sont installés en Italie sur les bords du Pô,.
Pour empêcher les troupes de Goths errants de se rendre en Pannonie, Frigeridus fortifie le col de Sucques.
Ammien Marcellin le juge être un chef militaire habile. Sans doute en raison de son état de santé, Gratien remplace Frigeridus par un général du nom de Maurus, qu'Ammien considère comme étant vénal et peu fiable.